# بين كوكر
بين كوكر (بالإنجليزية: Ben Coker)‏ هو لاعب كرة قدم بريطاني، ولد في 17 يونيو 1989 في هاتفيلد (هارتفوردشير) في المملكة المتحدة. لعب مع كولتشستر يونايتد ونادي تشيلمسفورد ونادي ساوثيند يونايتد.

## وصلات خارجية
- بين كوكر على موقع قاعدة بيانات كرة القدم.إي يو (الإنجليزية)
- بين كوكر على موقع Soccerbase.com (لاعب) (الإنجليزية)
- بين كوكر على موقع Soccerway.com (الإنجليزية)